# كاسيانو دياز موريرا
كاسيانو دياز موريرا (بالبرتغالية: Cassiano Dias Moreira‏) (16 يونيو 1989 في البرازيل - ) هو لاعب كرة قدم برازيلي في مركز الهجوم لعب سابقاً في نادي الفيصلي السعودي.

## روابط خارجية
- كاسيانو دياز موريرا على موقع دوري كوريا الجنوبية (الإنجليزية)
- كاسيانو دياز موريرا على موقع قاعدة بيانات كرة القدم.إي يو (الإنجليزية)
- كاسيانو دياز موريرا على موقع Soccerway.com (الإنجليزية)